# Metacirolana riobaldoi
Metacirolana riobaldoi là một loài chân đều trong họ Cirolanidae. Loài này được Lemos de Castro & Lima miêu tả khoa học năm 1976.